# دراسات جينية على تاميليو سريلانكا
على الرغم من أن تاميليو سيريلانكا متميزون ثقافيًا ولغويًا، إلا أن الدراسات الجينية تشير إلى أنهم مرتبطون ارتباطًا وثيقًا بمجموعات عرقية أخرى في الجزيرة بينما يرتبطون بالتاميل الهندي من جنوب الهند والبنغاليين من الهند الشرقية أيضًا. هناك دراسات مختلفة تشير إلى درجات متفاوتة من الروابط بين التاميل السريلانكي والسنهالي والجماعات العرقية الهندية .